# Йоахим Ернст (Анхалт)
Йоахим Ернст (на немски: Joachim Ernst von Anhalt, * 20 октомври 1536 в Десау, † 6 декември 1586 в Десау) от династията Аскани е княз на Анхалт-Десау (1561 – 1570), княз на Анхалт-Цербст (1561 – 1570), княз на Анхалт-Кьотен (1562 – 1570), княз на Анхалт (1570 – 1586), княз на Анхалт-Пльотцкау (1553 – 1586).
Йоахим Ернст е син на княз Йохан II фон Анхалт (1504 – 1551) и съпругата му Маргарета фон Бранденбург (1511 – 1577), дъщеря на курфюрст Йоахим I фон Бранденбург.
През 1549 г. той следва в университет Витенберг. След това той живее в двора на маркграф Йохан von Бранденбург-Кюстрин. Той започва служба в Испания и участва в похода на Гюнтер фон Шварцбург във Франция и в битката при Saint-Quentin (1557).
След смъртта на баща му той поема управлението заедно с братята си Карл († 1561) и Бернхард VII († 1570) под опекунството на техния чичо Георг III († 1553) и Йоахим I († 1561).
През 1553 г. братята наследяват Анхалт-Пльотцкау от чичо им Георг III. По-късно Йоахим Ернст управлява в Рослау. След смъртта на чичо му и отказа на братовчед му Волфганг фон Анхалт-Кьотен братята Йоахим Ернст и Бернхард получават през 1562 г. цялата земя Анхалт. През 1563 г. братята си разделят земята. През 1570 г. той получава териториите и на Бернхард и обединява цял Анхалт.

## Фамилия
Йоахим Ернст се жени на 3 март 1560 г. в град Барби за Агнес фон Барби-Мюлинген (* 23 юни 1540; † 27 ноември 1569), дъщеря на граф Волфганг I фон Барби-Мюлинген и Агнес фон Мансфелд. С нея той има 6 деца:
- Анна Мария (1561 – 1605)

∞ 1577 херцог Йоахим Фридрих (Бриг) (1550 – 1602)
- Агнес (1562 – 1564)
- Елизабет (1563 – 1607)

∞ 1577 курфюрст Йохан Георг от Бранденбург (1525 – 1598)
- Сибила (1564 – 1614)

∞ 1581 херцог Фридрих I от Вюртемберг (1557 – 1608)
- Йохан Георг I (1567 – 1618), княз на Анхалт-Десау
- Христиан I (1568 – 1630), княз на Анхалт-Бернбург

Йоахим Ернст се жени втори път на 9 януари 1571 г. в Щутгарт за Елеонора фон Вюртемберг (1552 – 1618), дъщеря на херцог Христоф от Вюртемберг и има 10 деца:
- Бернхард (1571 – 1596), полковник на Горносаксонския имперски окръг, убит в Турската война
- Агнес Хедвиг (1573 – 1616)

∞ 1. 1586 курфюрст Август от Саксония (1526 – 1586)
∞ 2. 1588 херцог Йохан фон Шлезвиг-Холщайн-Зондербург (1545 – 1622)
- Доротея Мария (1574 – 1617)

∞ 1593 херцог Йохан III от Саксония-Ваймар (1570 – 1605)
- Август (1575 – 1653), княз на Анхалт-Пльотцкау
- Рудолф I (1576 – 1621), княз на Анхалт-Цербст
- Йохан Ернст (1578 – 1601)
- Лудвиг I (1579 – 1650), княз на Анхалт-Кьотен
- Сабина (1580 – 1599)
- Йоахим Христоф (1582 – 1583)
- Анна София (1584 – 1652)

∞ 1613 граф Карл Гюнтер от Шварцбург-Рудолщат (1576 – 1630)